# 1766 en arts plastiques
| Années des arts plastiques : 1763 - 1764 - 1765 - 1766 - 1767 - 1768 - 1769    |
| Décennies des arts plastiques : 1730 - 1740 - 1750 - 1760 - 1770 - 1780 - 1790 |

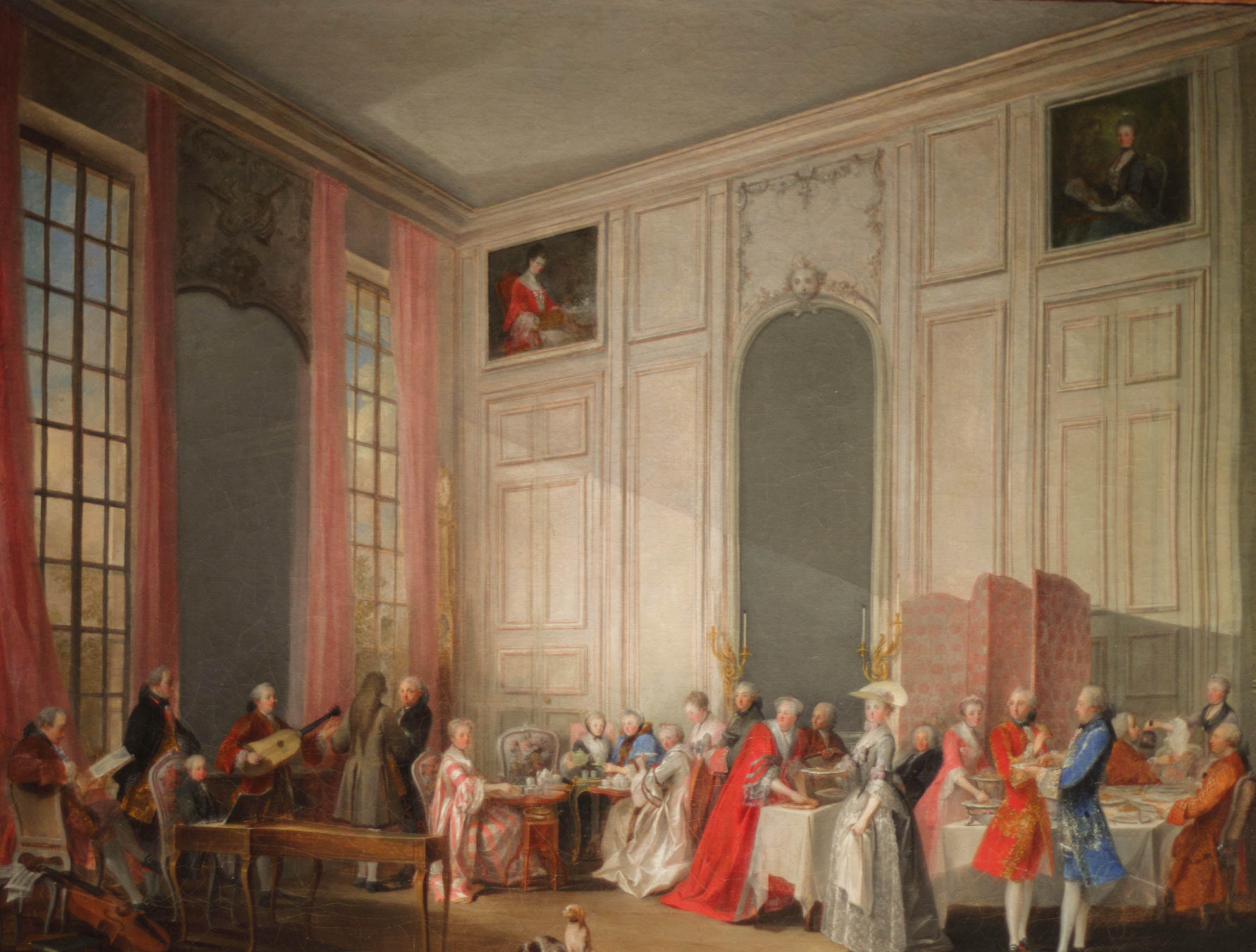
Le thé à l'anglaise, toile de Michel Barthélemy Ollivier.

Cette page concerne l'année 1766 en arts plastiques.

## Naissances
- 2 mars : Thomas Henry, peintre et mécène français († 7 janvier 1836),
- 4 juin : Giuseppe Cammarano, peintre italien († 8 octobre 1850),
- 27 août : Jacques-Augustin-Catherine Pajou, peintre français († 28 novembre 1828),
- 25 septembre : Charles-Marie-François Diot, peintre et dessinateur français († 5 août 1832),
- 13 octobre : Giuseppe Longhi, peintre et graveur italien († 2 janvier 1831),
- 14 octobre : Friedrich Carl Gröger, peintre et lithographe allemand († 9 novembre 1838).

## Décès
- 7 janvier : Giacomo Boni, peintre baroque italien (° 28 avril 1688),
- 7 mars : Ercole Lelli, anatomiste, sculpteur et peintre italien (° 14 septembre 1702),
- 24 juin : Claudio Francesco Beaumont, peintre et fresquiste italien (° 4 juillet 1694),
- 16 juillet : Giuseppe Castiglione, jésuite italien, missionnaire en Chine et peintre à la cour impériale (° 19 juillet 1688),
- 18 juillet : Mauro Antonio Tesi, peintre italien  (° 15 janvier 1730),
- 7 novembre : Jean-Marc Nattier, peintre français (° 17 mars 1685),
- ? :
  - Vincenzo Meucci, peintre italien (° 1694),
  - Giuseppe Nogari, peintre rococo italien (° 1699),

- Vers 1766 : Richard Purcell (Philipp Corbutt, Charles Corbutt), graveur irlandais (° vers 1736).